# 1980-as OFC-nemzetek kupája
Az 1980-as OFC-nemzetek kupája volt a második kontinentális labdarúgótorna az OFC-nemzetek kupája történetében. A zárókört Új-Kaledóniában rendezték 1980. február 24. és március 3. között. A kupát Ausztrália válogatottja nyerte meg.

## Résztvevők
| - Új-Kaledónia (rendező) - Új-Zéland (címvédő) - Ausztrália - Fidzsi-szigetek | - Tahiti - Salamon-szigetek - Pápua Új-Guinea - Új-Hebridák |

## Csoportkör

### A csoport
| Csapat           | J | Gy | D | V | Rg | Kg | Gk  | P |
| ---------------- | - | -- | - | - | -- | -- | --- | - |
| Tahiti           | 3 | 3  | 0 | 0 | 21 | 5  | +16 | 6 |
| Fidzsi-szigetek  | 3 | 2  | 0 | 1 | 10 | 7  | +3  | 4 |
| Új-Zéland        | 3 | 1  | 0 | 2 | 7  | 8  | –1  | 2 |
| Salamon-szigetek | 3 | 0  | 0 | 3 | 3  | 21 | -18 | 0 |

| 1980. február 25. |

| Fidzsi-szigetek | 3–1 | Salamon-szigetek |
| --------------- | --- | ---------------- |
|                 |     |                  |

|  |

| 1980. február 25. |

| Tahiti | 3–1 | Új-Zéland |
| ------ | --- | --------- |
|        |     |           |

|  |

| 1980. február 27. |

| Fidzsi-szigetek | 4–0 | Új-Zéland |
| --------------- | --- | --------- |
|                 |     |           |

|  |

| 1980. február 27. |

| Tahiti | 12–1 | Salamon-szigetek |
| ------ | ---- | ---------------- |
|        |      |                  |

|  |

| 1980. február 29. |

| Tahiti | 6–3 | Fidzsi-szigetek |
| ------ | --- | --------------- |
|        |     |                 |

|  |

| 1980. február 29. |

| Új-Zéland | 6–1 | Salamon-szigetek |
| --------- | --- | ---------------- |
|           |     |                  |

|  |

### B csoport
| Csapat          | J | Gy | D | V | Rg | Kg | Gk  | P |
| --------------- | - | -- | - | - | -- | -- | --- | - |
| Ausztrália      | 3 | 3  | 0 | 0 | 20 | 2  | +18 | 6 |
| Új-Kaledónia    | 3 | 2  | 0 | 1 | 12 | 11 | +1  | 4 |
| Pápua Új-Guinea | 3 | 1  | 0 | 2 | 6  | 22 | –16 | 2 |
| Új-Hebridák     | 3 | 0  | 0 | 3 | 6  | 9  | -3  | 0 |

| 1980. február 24. |

| Pápua Új-Guinea | 4–3 | Új-Hebridák |
| --------------- | --- | ----------- |
|                 |     |             |

|  |

| 1980. február 24. |

| Ausztrália | 8–0 | Új-Kaledónia |
| ---------- | --- | ------------ |
|            |     |              |

|  |

| 1980. február 26. |

| Ausztrália | 11–2 | Pápua Új-Guinea |
| ---------- | ---- | --------------- |
|            |      |                 |

|  |

| 1980. február 26. |

| Új-Kaledónia | 4–3 | Új-Hebridák |
| ------------ | --- | ----------- |
|              |     |             |

|  |

| 1980. február 28. |

| Ausztrália | 1–0 | Új-Hebridák |
| ---------- | --- | ----------- |
|            |     |             |

|  |

| 1980. február 28. |

| Új-Kaledónia | 8–0 | Pápua Új-Guinea |
| ------------ | --- | --------------- |
|              |     |                 |

|  |

## A 3. helyért
| 1980. március 2. |

| Új-Kaledónia | 2–1 | Fidzsi-szigetek |
| ------------ | --- | --------------- |
|              |     |                 |

|  |

## Döntő
| 1980. március 3. |

| Ausztrália | 4–2 | Tahiti |
| ---------- | --- | ------ |
|            |     |        |

|  |

## Győztes
| Az 1980-as OFC-nemzetek-kupája győztese |
| --------------------------------------- |
| AUSZTRÁLIA 1. cím                       |

## Külső hivatkozások
- Eredmények az RSSSF honlapján.